# ارتش پروس
ارتش پادشاهی پروس (آلمانی: Königlich Preußische Armee) به عنوان ارتش پادشاهی پروس بین سال‌های ۱۷۰۱–۱۹۱۹ میلادی به عنوان یک قدرت اروپایی فعالیت می‌کرد.
ارتش پروس در طول جنگ سی ساله ۱۶۱۸–۱۶۴۸ ریشه در نیروهای مزدور اصلی براندنبورگ داشت. انتخابگر فردریک ویلیام آن را به یک ارتش پایدار با دوام تبدیل کرد، در حالی که فردریش ویلهلم یکم پادشاه پروس به‌طور چشمگیری اندازه آن را افزایش داد و دکترین‌های آن را بهبود بخشید. پادشاه فردریک کبیر، یک فرمانده جنگی بزرگ، نیروهای منظم پروس را در طول جنگ‌های سیلزی قرن هجدهم به پیروزی رساند و اعتبار پادشاهی پروس را بسیار افزایش داد.
ارتش پروس که با آغاز جنگ‌های ناپلئونی منسوخ شده بود و فرانسه در جنگ چهارم ائتلاف در سال ۱۸۰۶ پروس را شکست داد. با این حال، تحت رهبری گرهارد فون شارنهورست، اصلاح طلبان پروس شروع به مدرنیزه کردن ارتش پروس کردند که ارتش پروس کمک زیادی به شکست ناپلئون بناپارت در جنگ ائتلاف ششم کرد. با این حال محافظه کاران برخی از اصلاحات را متوقف کردند و ارتش پروس متعاقباً به سنگری برای دولت محافظه کار پروس تبدیل شد.
در قرن نوزدهم ارتش پروس جنگ‌های موفقیت‌آمیزی را علیه دانمارک، اتریش و فرانسه انجام داد و به پروس اجازه داد تا آلمان را به غیر از اتریش متحد کند و در سال ۱۸۷۱ امپراتوری آلمان را تأسیس کرد. ارتش پروس هسته اصلی ارتش امپراتوری آلمان را تشکیل داد که با رایشسور پس از جنگ جهانی اول جایگزین شد.

## امپراتوری آلمان
ارتش امپراتوری آلمان وارث بسیاری از سنت‌ها و مفاهیم ارتش پروس بود که بزرگ‌ترین ارتش تشکیل دهنده آن بود. طبق ماده ۶۱ قانون اساسی امپراتوری، قانون نظامی پروس قرار بود در سراسر رایش آلمان معرفی شود. پادشاهی باواریا، ساکسون و وورتمبرگ به استفاده از واحدهای نظامی خود ادامه دادند. رهبران محافظه کار ارتش نقش فزاینده ای در سیاست‌های داخلی و خارجی داشتند.